# Serhij Borzenko
Serhij Ołeksandrowycz Borzenko, ukr. Сергій Олександрович Борзенко (ur. 22 czerwca 1986 w Słobożanśke, w obwodzie charkowskim) – ukraiński piłkarz, grający na pozycji obrońcy, trener piłkarski.

## Kariera piłkarska

### Kariera klubowa
Wychowanek klubu Arsenał Charków, w barwach którego rozpoczął karierę piłkarską w 2002 roku. Na początku 2009 przeszedł do FK Połtawa, ale po pół roku wrócił do Charkowa, gdzie zasilił skład innego klubu Heliosu Charków. Podczas przerwy zimowej sezonu 2013/14 przeniósł się do krymskiego Tytanu Armiańsk, ale po rozwiązaniu klubu latem 2014 odszedł do Kreminia Krzemieńczuk. 11 lipca 2015 został piłkarzem Olimpiku Donieck. W maju 2016 za obopólną zgodą opuścił Olimpik. 19 czerwca 2016 podpisał kontrakt z Weresem Równe. W lipcu 2018 po zamianie miejsc ligowych dwóch klubów został piłkarzem FK Lwów.

## Kariera piłkarska
W lipcu 2018 został zaproszony również oprócz występów na boisku pomagać trenować piłkarzy FK Lwów.

## Sukcesy i odznaczenia

### Sukcesy piłkarskie
Weres Równe
- brązowy medalista Ukraińskiej Pierwszej Ligi: 2016/17